# 한국신문방송인클럽
신문방송인클럽(The Korea Mass Media Club)은 대한민국의 언론인 단체이다.